# 周礼堂
周礼堂（1852年—1891年），是清末上海房地产巨商。字莲塘，以字行，世称周莲塘。

## 生平
生于浙江宁波府鄞县（今属宁波市海曙区），家族是月湖边之周家，为第三子。祖父为宁波名医，周本人生于鄞县凤岙本村。周莲塘出生时家道已中落，年少时坐“鸭蛋船”赴上海求职谋生。在上海学得洋泾浜英语。入老牌英商沙逊洋行打杂。当时因战乱、政局不稳等原因，很多富户来上海租界置地，因不懂英语，都委托周代办置地业务，周因而熟拈上海房地产业务。19世纪6O年代，周升任沙逊洋行买办，是哈同的密僚。因周也熟悉上海本土事物，洋人中要在上海买卖土地、建造宅第、改建旧屋的，也来周处委托代办，周因此做大华、洋房地产业，成为上海最大之营造商人，宁波话称“大包做头”。
周早年结识法国天主教传教士，经介绍入法国教会在上海的敬修堂打杂，后任法国主教里来的秘书，因而习得法语。里来年迈回法国养老，临走之前将自己在上海新闸路成都路口的和庆里、燕庆里和肇庆里三处地产送给周，周自此创立“莲塘记”房地产行。因周之前因信用称誉上海，中方华资的钱庄、洋人的银行都愿意借贷给周，周因此做大。19世纪末时，“莲塘记”已在上海有十余处整片的房产。
待1891年周逝世前，今上海黄浦区境内南京路、北京路等地段，及以“庆”字命名的衍庆里、吉庆里、余庆里、大庆里等房产，都属于周家的产业，人称上海滩“庆字号”房产帝国。牛庄路原清凉寺的屋栋，也都是周家的房产，周以此成为上海滩“地皮大王”和“海上闻人”。

## 遗迹
- 今浙江宁波“莲塘周先生之墓”碑。题额“光绪戊戌（1898年）七月吉旦”。落款“愚弟夏啟瑜拜题”。周的内弟夏啓瑜是晚清进士，台湾首任驻美代表国民党外交系大佬夏功权的祖父[4]。
- 今浙江宁波市海曙区“周莲塘庄屋”，是文物保护点[6]。

## 家族
- 长兄周子龄，字咏春，清末汉口总商会会长。
- 二兄周子镕，字文涛，清末上海百货业巨商。
- 子周湘云，民国“房产大王”[2]。接手家族生意时年仅13岁[7]。
- 孙周昌善，中国信鸽业元老[8]。
- 孙女周素琼，社会活动家，嫁盛丕华之子盛康年[2]。